# Правило 24 секунд

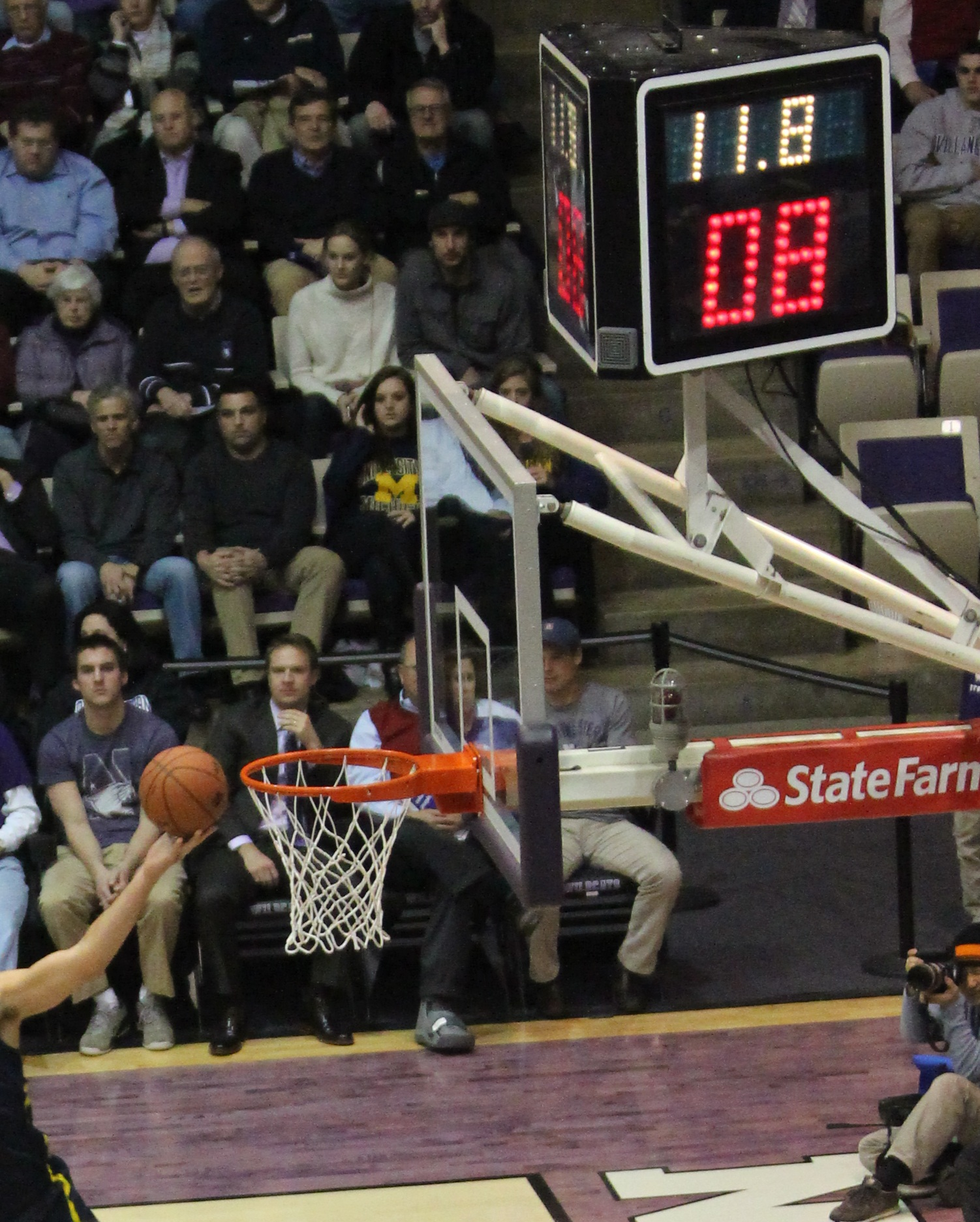
Табло с обратным отсчётом

Правило 24 секунд в баскетболе (англ. shot-clock) — правило, обязывающее атакующую команду совершить бросок по кольцу в течение 24 секунд. Отсчёт времени начинается с момента, когда команда овладевает мячом, и идёт только тогда, когда мяч находится в игре. Счётчик 24 секунд сбрасывается, если мяч коснется дужки кольца. После этого атаковавшая команда может совершить подбор в нападении и получить право на 14-секундное владение. При нарушении правила мяч переходит к защищавшейся команде.

## Частные случаи применения
Если бросок совершается в момент истечения 24 секунд, бросающий игрок обязан выпустить мяч из рук до звука сирены об окончании времени на атаку. Затем:
- если мяч попадает в кольцо, то бросок засчитывается;
- если мяч не попадает в кольцо, но касается его, то игра продолжается;
- если мяч не попадает в кольцо и не касается его, игра останавливается, а мяч переходит защищавшейся команде. Впрочем, судья может и не останавливать игру, если после броска защищавшаяся команда овладевает мячом без сопротивления.

В случае получения фола или нарушения (за исключением выхода мяча за пределы площадки) защищающейся командой или другой остановки игры, нападающая команда получает право на:
- новое 24-секундное владение, если вбрасывание произойдет в зоне защит секунд владения;
- новое 14-секундное владение, если осталось 13 или менее секунд владения.

## История введения
В баскетболе не существовало никаких ограничений по времени на владение мячом вплоть до 1954 года. Из-за этого игра зачастую проходила в медленном темпе и омрачалась грубостью. Стоило одной команде повести в счете, как она начинала тянуть время: игроки, не приближаясь к кольцу, без конца водили мяч и передавали его друг другу, ожидая фола со стороны соперников и получения права на штрафные броски.
Ситуацию исправил Дэнни Байясон, владелец команды «Сиракьюс Нэшнлз», выступавшей в НБА. Вместе с генеральным менеджером клуба Лео Феррисом он разработал правило 24 секунд, призванное оживить игру. Байясон подсчитал, сколько бросков по кольцу совершали в среднем за матч обе команды на протяжении нескольких прошедших сезонов: получилось примерно 120 (совместными усилиями обоих соперников). Затем, он перевел в секунды чистое игровое время — 2880 секунд. Разделив это число на 120, он получил 24 секунды и рассудил, что этого времени вполне достаточно для организованной атаки. В первый же сезон, как стали действовать новые правила, команды в среднем за матч стали набирать на 14 очков больше (прирост составил 18 %). В матчах серии плей-офф, проходившей в 1954 году, лишь трём командам удалось превысить 100-очковый рубеж, а в 1955 году таких команд оказалось уже 18.
Совпадение это или нет, но новинка, разработанная Байясоном, сыграла на руку его команде. В том же сезоне, когда ввели правило 24 секунд, клуб «Сиракьюс Нэшнлз» выиграл чемпионат НБА в первый раз.